# Bracon subdepressus
Bracon subdepressus är en stekelart som beskrevs av Gaspard Auguste Brullé 1846. Bracon subdepressus ingår i släktet Bracon och familjen bracksteklar. Inga underarter finns listade.